# RETScreen
RETScreen Clean Energy Management Software(일반적으로 RETScreen으로 축약)는 캐나다 정부가 개발한 소프트웨어 패키지로, RETScreen Expert는 샌프란시스코에서 열린 2016 청정 에너지 부처에서 강조되었다.
RETScreen Expert는 현 소프트웨어 버젼으로 2016년 9월 16일에 공개되었다. 본 소프트웨어는 잠재적 재생 에너지와 에너지효율성 프로젝트의 기술적 및 금융적 생존력의 종합적 인식, 평가 및 최적화를 고려한다. 이에는 설비의 실지 수행의 측정 및 확인을 비롯한 에너지 절감/생산 기회의 인식을 포함하고 있다. RETSCreen Expert의 “뷰어 모드”는 무료이며 소프트웨어의 기능 전체로의 접근을 허용한다. 하지만 지난 RETScreen 의 버젼과 달리 새로운 “전문 모드”(사용자가 저장, 출력을 할 수 있음)는 이제 연례 구독을 기반으로 제공된다.
RETScreen 4, RETScreen Plus로 구성되는 RETScreen Suite는 RETScreen의 이전 버젼이다. RETScreen Suite은 공동 열병합발전과 무전력망 분석 기능을 포함한다.
RETScreen Suite과 달리 RETScreen Expert는 하나의 통합된 소프트웨어 플랫폼으로 프로젝트를 평가하기 위한 자세하고 종합적인 전형을 활용한다. 또한 포트폴리오 분석 기능을 포함한다. RETScreen Expert 은 수많은 데이터베이스를 통합하여 사용자를 지원한다. 이에는 6,700개 지상 기지와 NASA 위성 데이터에서 얻은 전 세계 기후 상태 데이터베이스, 벤치마크 데이터베이스, 비용 데이터 베이스, 프로젝트 데이터베이스, 수문학 데이터베이스, 제품 데이터베이스 등이 포함된다. 본 소프트웨어는 광범위한 통합적 훈련 자료를 포함한다. (전자 교과서 등).

## 역사
RETScreen의 첫 번째 버전은 1998년 4월 30일에 출시되었다. RETScreen Version 4는 캐나다 환경부가 인도네시아 발리에서 2007년 12월 11일에 출시했다. RETScreen Plus는 2011년에 출시되었고 현재 버전인 RETScreen Suite(RETScreen 4와 RETScreen Plus를 통합하고 여러 가지 추가 업그레이드 적용)는 2012년에 출시되었다. RETScreen Expert는 2016년 2분기에 출시될 예정이다.

## 프로그램 요구 사항
이 프로그램을 사용하려면 Microsoft® Windows 7 SP1, Windows 8.1 또는 Windows 10이 필요하다. 및 Microsoft® .NET Framework 4.7 이상이 필요하다(참고: Microsoft® .NET Framework 4 Client Profile 버전만이 아니라 Full Profile 버전을 설치해야 함). Mac용 Parallels 또는 VirtualBox를 사용하면 Apple Macintosh 컴퓨터에서도 사용할 수 있다. RETScreen Plus는 Windows 기반이며 Microsoft Excel과 분리되어 있다. RETScreen Expert도 Windows 기반으로 Microsoft Excel과 분리되어 있다.

## 파트너
RETScreen은 캐나다 정부 부서 중 하나인 CanmetENERGY Varennes Research Centre of Natural Resources Canada의 주도하에 지속적인 재정적 지원을 받으며 관리된다. 핵심팀 은 여러 정부 기관 및 다자간 기관과 협업하고 업계, 정부, 학계 전문가들로 구성된 대규모 네트워크에서 기술적 지원을 받는다. 주요 파트너로는 NASA의 랭글리 연구센터 재생 에너지 및 에너지 효율 파트너십(REEEP), Ontario의 독립 전자 시스템 운영자(IESO), UNEP의 기술, 산업, 경제부 에너지 사업부, 지구 환경 기금(GEF), 세계 은행의 프로토타입 탄소 기금, 요크 대학교의 지속 가능한 에너지 이니셔티브 등이 있다.

## 사용 예
2018년 2월 기준으로 전 세계 나라 및 지역의 RETScreen 소프트웨어 사용자는 575,000명 이상이다. 2004년에 실시한 독립적인 영향 연구는 2013년까지 전 세계적으로 RETScreen 소프트웨어를 사용하여 사용자 거래 비용이 80억 달러 절감되고, 온실 가스 배출량이 연간 20MT 감축되며, 청정 에너지 설비 용량이 24GW에 달할 것으로 추산했다.
RETScreen은 청정 에너지 프로젝트를 촉진하고 실행하는데 널리 사용된다. RETScreen 사용 사례:
- 에너지 효율적인 방식으로 엠파이어 스테이트 빌딩 개조[22]
- 3M 캐나다사의 제조 설비[23]
- 아일랜드 풍력 산업계에서 잠재적 새 프로젝트 분석에 널리 사용[24]
- 온타리오내 수백개 학교의 성능 감시[25]
- Manitoba Hydro의 열병합 발전(생물에너지 최적화) 프로그램을 통해 프로젝트 애플리케이션 검열[26][27]
- 대학교 및 대학 캠퍼스상의 에너지 관리[28]
- 토론토 캐나다에서 다년간에 걸친 광전지 성능 평가[29][30]
- 미국 공군 설비에서 태양열 공기 난방 분석[31]
- 다양한 온타리오 지방 자치 당국에서 에너지 효율 보강을 위한 기회 파악을 비롯한 지방자치 당국 설비[32][33]

RETScreen 링크인 웹사이트에서 여러 가지 상황에서의 RETScreen 사용 방법을 상세히 설명하는 폭넓은 글 모음을 제공한다. 또한, RETScreen은 전 세계 700개 이상의 대학교 및 대학에서 교수 및 연구 도구로 사용되고 학계 논문에서도 자주 언급된다.학계에서 RETScreen을 사용하는 예시는 RETScreen 청정 에너지 게시판의 “간행물 및 보고서”와 “대학교 및 대학 강좌” 섹션에서 제공된다.
전 세계 모든 수준의 정부에서 청정 에너지 인센티브 프로그램이 RETScreen을 사용하도록 의무화하거나 권장한다. 여기에는 UNFCCC, EU, 캐나다, 뉴질랜드, 영국, 기타 미국 주 및 캐나다 지방, 도시와 자치 단체, 공기업 등이 포함된다. 칠레, 사우디 아라비아, 서부 및 중앙 아프리카의 15개국 정부의 공식 요청에 따라 전국적 및 지역적 RETScreen 교육 워크숍이 실시되었다.

## 수상 내역
2010년, RETScreen International은 캐나다 정부가 공무원에게 주는 가장 큰 상인 우수 공공 서비스 상(Public Service Award of Excellence)을 받았다.
RETScreen과 RETScreen 팀은 Ernst & Young/Euromoney 글로벌 재생 에너지 상(Global Renewable Energy Award), 에너지 글로블(Energy Globe, 캐나다 국가상), GTEC 우수상 메달(Distinction Award Medal)을 비롯한 수많은 권위 있는 상 후보에 오르고 상을 받았다.

## 평가
국제 에너지 기구는 수력 발전 부분 베타 릴리스에 대해 "매우 인상적"이라고 평가했다. 유럽 환경청은 RETScreen이 "매우 유용한 도구"라고 평가했다. 또한, RETScreen은 "재생 에너지 설비의 경제성을 평가하는 흔하지 않은 도구이며, 현재 제공되는 것 중에서는 가장 훌륭하다"는 평가와, 전 세계 청정 에너지에서 "시장 일관성을 강화하는 도구”라는 평가를 받았다.

## 참고 자료
- 재생 가능 에너지